# Rob Barrett
Rob Barrett este chitaristul trupei americane de death metal, Cannibal Corpse. A intrat în trupă în anul 1993 iar în 1997 s-a retras din acesta, pentru a reveni în anul 2005. A contribuit la albumele The Bleeding, Vile și Kill și mai ales la câtecele She Was Asking for It, Devoured by Vermin, Stripped Raped and Strangled și Absolute Hatred.  